# モサク・オルワダミロラ雄太ジョセフ
モサク・オルワダミロラ 雄太 ジョセフ（モサク・オルワダミロラ ゆうた ジョセフ、2001年〈平成13年〉12月5日 - ）は、日本のプロバスケットボール選手。埼玉県出身。ポジションはポイントガード兼シューティングガード。B.LEAGUE・福井ブローウィンズ所属。福井、茨城での登録名は「モサク ダミロラ」。

## 来歴
埼玉県出身。ナイジェリア人の父と日本人の母を持つ。
2016年よりアメリカのランコカスバレー高校、ユニバーシティネブラスカ高校に留学。
2019年、「スラムダンク奨学金」の第13期生に選出され、9月からセントトーマスモアスクールに編入し、2021年からはNCAA2部のストーンヒル大学に所属した。
3×3のU21日本代表にも選出され、「3X3ネーションズリーグU21アジア」などにも出場。
2022年、新潟アルビレックスBBに加入。しかし、開幕目前の9月29日に肩を脱臼し全治4週間と診断された。このシーズンは38試合に出場し、1試合平均5.1得点という成績だった。オフの6月6日に新潟からの退団と茨城ロボッツへの加入が発表された。
2025年、福井ブローウィンズへ移籍。